# Taja Sevelle
Taja Sevelle, pseudonimo di Nancy Richardson (Minnesota, 7 gennaio 1962), è una cantautrice statunitense.

## Biografia
Taja Sevelle è salita alla ribalta nel 1987 grazie al singolo Love Is Contagious, che ha raggiunto la 62ª posizione della Billboard Hot 100 e la 6ª della Official Singles Chart britannica. Nello stesso anno è stato pubblicato il suo album di debutto eponimo, il quale si è spinto fino alla numero 48 nel Regno Unito. Negli anni successivi ha pubblicato altri due album: Fountains Free nel 1991 e Toys of Vanity nel 1997.
Nel 1985 è stata corista nel disco di Prince Around the World in a Day.

## Discografia

### Album in studio
- 1987 – Taja Sevelle
- 1991 – Fountains Free
- 1997 – Toys of Vanity

### Extended play
- 2004 – Good Times

### Singoli
- 1987 – Love Is Contagious
- 1988 – Wouldn't You Love to Love Me?
- 1988 – Popular
- 1988 – Take Me for a Ride
- 1991 – Trouble Having You Near
- 1998 – A Lot like You
- 1998 – I & I
- 2000 – Never Givin' Up
- 2003 – Sympathy for the Devil
- 2014 – Little Diva